# 219. Infanterie-Division (Wehrmacht)
La 219. Infanterie-Division fu una divisione fittizia dell'esercito tedesco attiva durante la seconda guerra mondiale.

## Storia
"219. Infanterie-Division" era il nome di una presunta divisione di fanteria tedesca che sarebbe stata fondata il 22 marzo 1945 nell'area di difesa di Den Helder nei Paesi Bassi; la presunta subordinazione avvenne nell'aprile 1945. Il nome in codice figurava nei documenti ufficiali e nello schema di divisione della guerra.

## Ordine di battaglia
- Stab
- Grenadier-Regiment 177
- Grenadier-Regiment 493
- Grenadier-Regiment 604
- Füsilier-Bataillon 219
- Panzerjäger-Abteilung 919[1]